# Cigarrophasma tessellatum
Cigarrophasma tessellatum är en insektsart som beskrevs av Brock och Jack W. Hasenpusch 200. Cigarrophasma tessellatum ingår i släktet Cigarrophasma och familjen Phasmatidae. Inga underarter finns listade i Catalogue of Life.